# William Jacob Holland
El reverendo William Jacob Holland (16 de agosto de 1848 - 13 de diciembre de 1932) fue el octavo rector de la Universidad de Pittsburgh (1891-1901) y director de los Museos Carnegie de Pittsburgh. Fue un consumado zoólogo y paleontólogo, así como un ministro presbiteriano ordenado.

## Vida

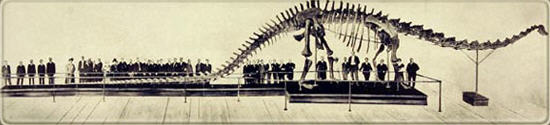
Museo Carnegie de Historia Natural, Congreso 1907.

Holland nació el 16 de agosto de 1848 en Jamaica, Indias Occidentales, hijo del reverendo Francis R. Holland y Eliza Augusta Wolle.
Pasó sus primeros años en Salem, Carolina del Norte, luego asistió a Nazareth Hall, una escuela de niños de Moravia en Pensilvania, seguida de Amherst College, (AB, 1869) y Princeton Theological Seminary (1874). En Amherst, el compañero de cuarto de Holland era un estudiante de Japón, lo que hizo que Holland se interesara por el japonés y aprendiera ese idioma mucho antes de que fuera una actividad común en los Estados Unidos.
En 1874 se mudó a Pittsburgh, Pensilvania para convertirse en pastor de la Iglesia Presbiteriana de Bellefield en el vecindario de Oakland de la ciudad. En ese momento, Holland también era miembro del Colegio de Mujeres de Pensilvania (ahora Universidad de Chatham), donde enseñó idiomas antiguos. Participó activamente en las ciencias, sirviendo como naturalista para la Expedición Eclipse de los Estados Unidos, que en 1887, por legado de la Academia Nacional de Ciencias y la Armada de los Estados Unidos, exploró Japón. En 1879, Holland se casó con Carrie T. Moorhead, hija de una familia rica de Pittsburgh. Tuvieron tres hijos, John M. Holland (n. 1881), quien murió a la edad de 13 días,  Moorhead Benezet Holland (1884–1946),  quien se convirtió en vicepresidente de Peoples-Pittsburgh Trust Company,  y Francis Raymond Holland (1886–1934), quien se convirtió en un destacado artista.
En 1891 se convirtió en canciller de Pitt, donde enseñó anatomía y zoología. Su administración de la década de 1890 es conocida por aumentar drásticamente el tamaño y el alcance de la universidad (entonces llamada Western University of Pennsylvania). En 1901 su amigo Andrew Carnegie lo contrató como director del Museo Carnegie, donde permaneció hasta su jubilación en 1922.
Murió el 13 de diciembre de 1932 y fue enterrado en el cementerio de Allegheny, Pittsburgh.

## Trabajo
El principal interés de Holland estaba en los lepidópteros, pero se formó como paleontólogo cuando asumió la dirección del Museo Carnegie. Como director de los Museos Carnegie, Holland alcanzó renombre internacional por supervisar el montaje de varios moldes del dinosaurio saurópodo Diplodocus, una donación de Carnegie a los museos de historia natural de toda Europa. Su viaje a Argentina en 1912 para instalar una réplica de un Diplodocus, a instancias de Carnegie, lo relata Holland en su libro de viajes de 1913 Al Río de la Plata y de regreso. La campaña Diplodocus también le valió su parte de reconocimiento internacional, en forma de una legion d'honneur francesa y una cruz de caballero alemana, entre otros.
Holanda fue el gran divulgador de mariposas y polillas en Estados Unidos en la primera mitad del siglo XX. The Butterfly Book (1898) y The Moth Book (1903) de Holland todavía se utilizan ampliamente. Holland donó su colección privada de más de 250.000 especímenes al Museo Carnegie. Apoyó a coleccionistas activos en todo el mundo, obteniendo importantes colecciones de regiones que no habían sido recolectadas entre 1890 y 1930 gracias a los esfuerzos de William Doherty, Herbert Huntingdon Smith, HL Weber, J. Steinbach, SM Klages y muchos otros.

## Legado
El Holland Hall de la Universidad de Pittsburgh a la altura 3990 de la Quinta Avenida lleva su nombre en su honor. Es una residencia de estudiantes para 600 mujeres estudiantes de primer año y forma parte del complejo Schenley Quadrangle. El University Book Center está en la planta baja de Holland Hall.
Holland también estaba interesado en la historia de sus antepasados, en particular la de sus antepasados moravos y hugonotes en Belén, Pensilvania, Filadelfia, Inglaterra y Francia. Acumuló una cantidad considerable de material, que incluía cartas, diarios, retratos y otros artefactos, y lo donó a la Sociedad Histórica del Oeste de Pensilvania en Pittsburgh, ahora conocida como el Centro de Historia del Senador John Heinz. La colección incluye 17 pies lineales de materiales y se conoce como Colección Holanda.
El pez Spinibarbus hollandi Ōshima 1919 fue nombrado en honor a Holland, quien fue director del Museo Carnegie, en cuya revista apareció el artículo de Ōshima .